# Depósito Geral de Material do Exército
O Depósito Geral de Material do Exército (DGME) é um 
órgão de base do Comando da Logística do Exército Português, que tem como missão assegurar o reabastecimento e o armazenamento da maioria do material do Exército. O DGME está sedeado na Estrada do Infantado, junto ao Campo de Tiro de Alcochete, num local que, embora pertença ao concelho de Benavente, se situa mais próximo da vila de Alcochete. Além das infraestruturas principais em Benavente/Alcochete, o DGME também dispõe de paóis em Tancos e em Santa Margarida.

## História
O Depósito Geral de Material do Exército foi criado a 1 de janeiro de 2003, na sequência do Despacho n.º 23755/2002, de 25 de outubro de 2002 do ministro da Defesa Nacional, concentrando as funções dos então extintos depósitos gerais de Material de Guerra (DGMG), de Material de Intendência (DGMI), de Material de Transmissões (DGMT), de Material Sanitário (DGMS) e de Material de Engenharia (DGME).
Ao ser criado, o DGME passou a ocupar as novas infraestruturas que haviam sido construídas para o DGMG quando as anteriores instalações deste em Beirolas - junto a Moscavide - foram demolidas para a construção da Expo 98.

## Missão
O Depósito Geral de Material do Exército tem como missão assegurar o reabastecimento ao Exércitos das seguintes classes de abastecimentos:
- Classe II - Fardamento, equipamento individual, ferramentas, mapas e material de aquartelamento e acampamento,
- Classe VI- Material de engenharia,
- Classe V - Armas e munições,
- Classe VII - Veículos,
- Classe VIII - Material sanitário,
- Classe IX - Peças e componentes para a manutenção e reparação de todos os tipos de equipamentos.

No âmbito da sua missão, o DGME tem as capacidades de recepcionar, armazenar e fornecer os abastecimentos daquelas classes, de assegurar o inventário dos abastecimentos existentes em depósito e de manter atualizadas as listas de entrada e saída dos abastecimentos. O DGME também pode colaborar em outras missões de interesse público, conforme lhe for determinado.

## Organização
O Depósito Geral de Material do Exército é comandado por um coronel do serviço de material, diretamente dependente do Quartel-Mestre-General do Exército. Na dependência do comandante existem:
- Estado-Maior
- Companhia de Comando e Serviços
- Centro de Reabastecimento

## Ligações Externas
- Página do Depósito Geral de Material do Exército